# Coptoproctis languida
Coptoproctis languida är en fjärilsart som beskrevs av Philipp Christoph Zeller 1852. Coptoproctis languida ingår i släktet Coptoproctis och familjen spinnmalar. Inga underarter finns listade i Catalogue of Life.